# Fera Ferida
Fera Ferida (título en español: Fiera Herida) es una telenovela brasileña producida y transmitida por TV Globo. Se emitió del 30 de septiembre de 1993 al 26 de abril de 1994. Desarrollada por Aguinaldo Silva, Ricardo Linhares y Ana Maria Moretzsohn, la telenovela fue dirigida por Dennis Carvalho y Marcos Paulo y está protagonizada por Anna de Aguiar, Antônio Pompeo, Arlete Salles, Camila Pitanga, Cássia Kis Magro, Cláudia Alencar, Cláudia Ohana y Cláudio Fontana.

## Elenco
| Actor/Actriz            | Personaje                                         |
| ----------------------- | ------------------------------------------------- |
| Anna de Aguiar          | Isolda "Isoldinha" Pestana Weber                  |
| Antônio Pompeo          | Joaquim dos Anjos                                 |
| Arlete Salles           | Margarida Pestana Weber                           |
| Camila Pitanga          | Teresinha Fronteira                               |
| Cássia Kis Magro        | Ilka Maria Tibiriçá                               |
| Cláudia Alencar         | Perla Menescau (Guiomar)                          |
| Cláudia Ohana           | Camila                                            |
| Cláudio Fontana         | Áureo Poente Pompílio de Castro                   |
| Cláudio Marzo           | Orestes Fronteira                                 |
| Cléa Simões             | Cleonice                                          |
| Clemente Viscaíno       | Juca                                              |
| Deborah Evelyn          | Zigfrida "Frida" Pestana Weber                    |
| Edson Celulari          | Raimundo Flamel / Feliciano Mota da Costa Júnior  |
| Érika Rosa              | Clara dos Anjos                                   |
| Ewerton de Castro       | Genival Gusmão                                    |
| Giulia Gam              | Linda Inês Tibiriçá de Souza Maçaranduba da Costa |
| Giuseppe Oristânio      | Maxwell Antenor                                   |
| Hugo Carvana            | Numa Pompílio de Castro                           |
| Joana Fomm              | Salustiana Maria Tibiriçá de Azevedo Picanço      |
| José Wilker             | Demóstenes Maçaranduba da Costa                   |
| Juca de Oliveira        | Praxedes de Menezes                               |
| Julciléa Telles         | Ivonete                                           |
| Lima Duarte             | Major Emiliano Cerqueira Bentes (Major Bentes)    |
| Luíza Tomé              | Maria dos Remédios                                |
| Maria Ceiça             | Engrácia dos Anjos                                |
| Maria Gladys            | Lucineide Barbosa                                 |
| Maria Helena Dias       | Júlia                                             |
| Marcos Winter           | Cassy Jones de Azevedo Picanço                    |
| Norton Nascimento       | Wotan                                             |
| Otávio Augusto          | Afonso Henriques de Lima Barreto                  |
| Paulo Gorgulho          | Ataliba Timbó                                     |
| Pedro Vasconcellos      | Etevaldo Praxedes de Menezes                      |
| Rubens Caribé           | Guilherme Cerqueira Bentes                        |
| Susana Vieira           | Rubra Rosa Pompílio de Castro                     |
| Tonico Pereira          | Chico da Tirana                                   |
| Tuca Andrada            | Carlos Barromeu (Delegado Barromeu)               |
| Vera Holtz              | Querubina Praxedes de Menezes                     |
| Alexandre Barbalho      | Montemor                                          |
| André Gonçalves         | Vivaldo Fronteira                                 |
| Bruno De Luca           | Uilsinho                                          |
| Carolina Dieckmann      | Carol                                             |
| Daniela Faria           | Daiana                                            |
| Fernanda Lobo           | Belmira                                           |
| Fernanda Muniz          | Valéria                                           |
| Isadora Ribeiro         | Dona Marquesa                                     |
| Ivan de Albuquerque     | Mestre Nicolau                                    |
| Lívia Ramos             | Consuelo                                          |
| Luís Antônio Pilar      | Antônio                                           |
| Maria Adelaide Ferreira | Maria da Graça                                    |
| Murilo Benício          | Fabrício                                          |
| Patrick de Oliveira     | Romão Fronteira (Romãozinho)                      |
| Raul Labanca            | Animal                                            |
| Rosane Gofman           | Vaina Marina                                      |
| Sonaira D’Avila         | Sônia                                             |
| Waldemar Berditchevski  | Laurindo                                          |